# Річки Хмельницької області
Річки́ Хмельни́цької о́бласті — річки, що протікають територією Хмельницької області України.

## Загальні відомості
Гідрографічна мережа області складається із 3733 річок і водотоків, загальною довжиною 12 880 км, в тому числі: великих річок — Дністер (у межах області 152 км) і Південний Буг (140 км); середніх річок — Горинь (150 км), Случ (119 км), Збруч (247 км); малих річок і водотоків — 3 728, загальною довжиною 12 072 км, із них річок завдовжки понад 10 км — 211 загальною довжиною 4 872 км. Середньостатистичний стік усіх річок області становить 2,1 млрд. м³/рік.
Усі річки області належать до басейну Чорного моря. Умовно їх можна розділити на три групи — річки басейну Дністра (займає 7 740 км² або 37,6 % території області), річки басейну Південного Бугу (4 610 км² або 22,4 %) та річки басейну Прип'ять→Дніпро (8 270 км² або 40 % території області).

## Список річок
У список увійшли річки довжиною понад 15 км, і вони, як правило, подані за місцем їх впадіння до головної річки (від витоку до гирла).

### Річки басейну Дністра
ДНІСТЕР
- → Збруч — (247 км)
  - → Грабарка — (32 км)
    - → Гнила — (11 км)

  - → Бованець — (42 км)
    - ← Б/н с. Копачівка (20 км)

  - → Ушука — (14 км)
  - → Шандрова — (12 км)
  - → Муха — (16 км)
  - → Потік Кізя — (32)
- → Жванчик — (105 км)
  - ← Андріївка — (15 км)
  - → Ямпільчик — (18 км)
  - → Кармолітанка — (17 км)
- → Смотрич — (147 км)
  - ← Б/н с. Немичинці — (16 км)
  - ← Сквила — (25 км)
  - ← Потік Сорока — (22 км)
  - → Тростянець — (32 км)
    - → Б/н с. Матвійківці (17 км)

  - → Кулявка — (24 км)
    - ← Чорноводка — (20 км)

  - → Б/н с. Лисогірка — (16 км)
  - ← Яромирка — (26 км)
    - ← Б/н с. Завадівка — (17 км)

  - ← Батіжок, Потік Батяг — (24 км)
- → Мукша — (51 км)
- → Баговичка — (22 км)
- → Тернава — (65 км)
  - ← Гниловодка — (23 км)
- → Студениця — (76 км)
- → Руська, Рудка — (15 км)
- → Ушиця — (100 км)
  - → Вовчок — (20 км)
  - ← Жванчик — (29 км)
  - → Грим'ячка — (20 км)
  - ← Ушка /Утка/ — (34 км)
  - → Глибочок — (22 км)
- → Потік Жарнівка — (19 км)
- → Данилівка — (17 км)
- → Калюс — (64 км)
- → Матерка — (15 км)
- → Жван /Бродок/ — (25/48 км)
  - ← Батіг /Говорка/ — (28 км)
- → Лядова — (5/93 км)

### Річки басейну Південного Бугу
ПІВДЕННИЙ БУГ
- ← Мшанець — (22 км)
  - ← Б/н с. Криштопівка — (18 км)
- ← Войтовина — (21 км)
- ← Плоска — (30 км)
- ← Кудрянка /Самець/ — (25 км)
- → Зінчиця — (28 км)
- → Бужок — (72 км)
  - ← Гнила — (19 км)
- ← Вовк — (71 км)
  - ← Вовчок — (39 км)
- ← Вербка — (15 км)
- → Кудинка — (22 км)
- → Іква — (57 км)
- → Домаха /Пожарка/ — (23 км)
  - → Б/н с. Залісся — (15 км)
- ← Згар — (26/95 км)
  - ← Згарок — (17 км)
  - → Б/н с. Козачки — (21 км)
- ← Рів — (20/104 км)
  - → Ровок /Ровець, Рівок/ — (25/33 км)
  - → Думка — (3/25 км)

### Річки басейну Прип'ять → Дніпро
Горинь — права притока ПРИП'ЯТІ
- ← Жирак — (0/30 км) /Тернопільська область/
  - ← Жердь — (30/41 км)
- ← Калинівка — (18 км)
- ← Полква — (43 км)
  - ← Нірка — (16 км)
  - ← Уляни — (23 км)
  - ← Семенівка — (23 км)
- → Б/н с. Калитинці — (16 км)
- → Більчинка — (16 км)
- → Сошень — (14 км)
- ← Понора — (22 км)
- ← Глибока Долина — 13 км
- ← Очеретинка — 14 км
- ← Цвітоха — (39 км)
  - → Косецька — (19 км)
  - → Гуска — (30 км)
- ← Утка (16 км)
  - ← Богушівка — (16 км)
- ← Б/н с. Крупець — (20 км)
- → Вілія — (23/77 км)
  - ← Кума — (7/18 км)
  - ← Боложівка — (4/12 км)
  - ← Устя /Хотень/ — (18 км)
    - → Гутиська — (13 км)

  - ← Гнилий Ріг — (22 км)
- ← Случ — (119/451 км)
  - ← Б/н с. Зозулинці (16 км)
  - → Ікопоть — (45 км)
    - → Понора — (34 км)
    - → Б/н с. Селиха (18 км)
    - → Б/н с. Пашківці (16 км)

  - ← Ладижка — (23 км)
  - ← Руда — (18 км)
    - → Грабарка (15 км)

  - → Білка — (23 км)
  - ← Попівка — (11,5/27 км)
  - → Деревичка — (37/53 км)
  - → Хомора — (108/114 км)
    - ← Муховець — (22 км)
    - → Б/н с. Білопіль (15 км)
    - ← Білка — (20 км)
    - → Поганка (15 км)
    - → Скрипівка — (26 км)
    - → Хоморець — (24 км)
    - → Дружня — (12 км)

  - → Смілка — (20/71 км)
    - → Лезнівка (16,5 км)

  - → Корчик — (46/82 км)
    - → Жариха — (33 км)
      - → Корчик — (20 км)
      - → Нирка — (19 км)
      - → Б/н с. Довжки (16 км)

Примітки:
- → — ліва притока;
- ← — права притока;
- 20 км — довжина річки в межах області;
- 77 км — загальна довжина річки.